# Houry Dora Apartian
Houry Dora Apartian (* 1976 in Aleppo) ist eine syrische Jazzsängerin.

## Leben und Wirken
Apartian wuchs in einer armenischen Familie auf; ihr Vater war evangelistischer Pfarrer und klassisch ausgebildeter Opernsänger, ihre Mutter Konzertpianistin. Zunächst studierte sie an der Haigazian-Universität in Beirut Psychologie und sang nebenbei in verschiedenen Chören. Als Mitglied der Nor Yerk Armenian Workshop Band nahm sie sieben Alben auf und ging mit dieser Gruppe bis 2005 mehrfach international auf Tournee. In Beirut begann sie eine Gesangs-Ausbildung an der Ganatchian-Musikschule, die sie 1998 an der École Normale de Musique de Paris-Alfred Cortot fortsetzte.
Apartian arbeitete in Frankreich mit Marc Fosset, dem S. Mos Quintet und dem Oktett Efpity von Franck Sanchez. Mit ihrem eigenen Quartett trat sie 2003 bei der Trauerfeier von Michel Petrucciani auf. Dann lehrte sie am Konservatorium in Aleppo. Seit 2007 lebt sie in der Schweiz, wo 2008 mit der Gruppe Hekiat das Album Armenian Stories entstand. Seit 2012 leitet sie ein Quintett, für das sie mit ihrem Mann, dem Pianisten Oliver Friedli, die Stücke schreibt. Zunächst entstand 2012 das Album The Day Will Come; 2019 folgte das Album Anticipation. Sie trat auch mit dem Swiss Jazz Orchestra und Dominic Eglis Plurism auf.

## Diskographische Hinweise
- Hekiat, Houry Dora Apartian Armenian Stories (TCB 2008)
- Anticipation (Unit Records 2019, mit Oliver Friedli, Adrian Pflugshaupt, André Pousaz, Tobias Friedli)[2]